# Wallisellen
Wallisellen és un municipi del cantó de Zúric (Suïssa), situat al districte de Bülach.